# 濱松宿

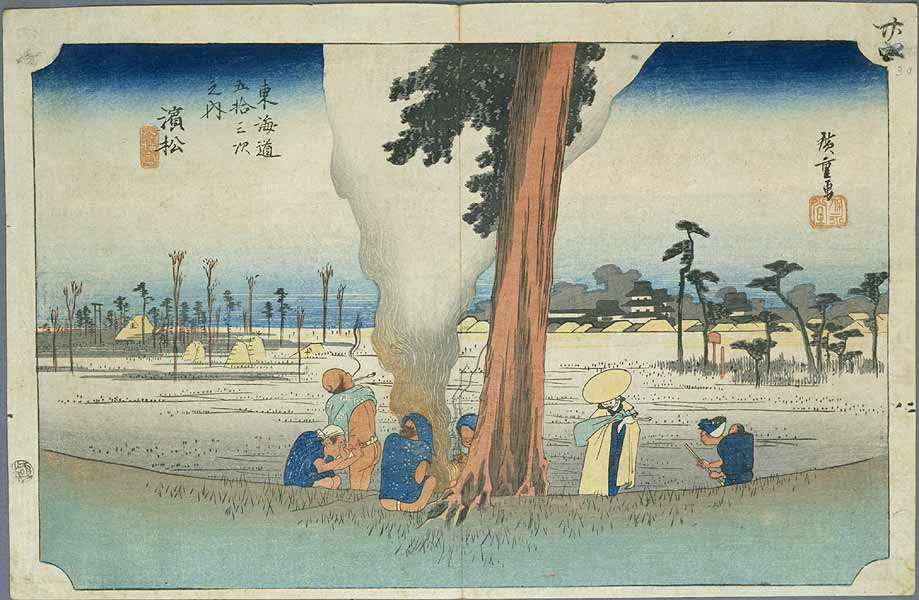
歌川廣重《東海道五十三次・濵松》

濱松宿（日语：浜松宿、はままつしゅく）是舊東海道的宿場之一，也是東海道五十三次自江戶開始的第29個宿場，自京開始的第25個宿場。在距離上，濱松宿處於江戶和京的中間。濱松宿位於現在靜岡縣濱松市的中心，在天保年間有6個本陣，94個旅舍，是遠江國・駿河國最大的宿場。